# 帕西奇納 (亞爾莫林齊市鎮)
帕西奇納（烏克蘭語：Пасічна）是位於烏克蘭西部的村莊，由赫梅利尼茨基州裡赫梅利尼茨基區的亞爾莫林齊市鎮負責管轄。該村處於沃夫喬克河畔，面積0.86平方公里，海拔高度311米，2001年人口314。